# Bégaszentmihály

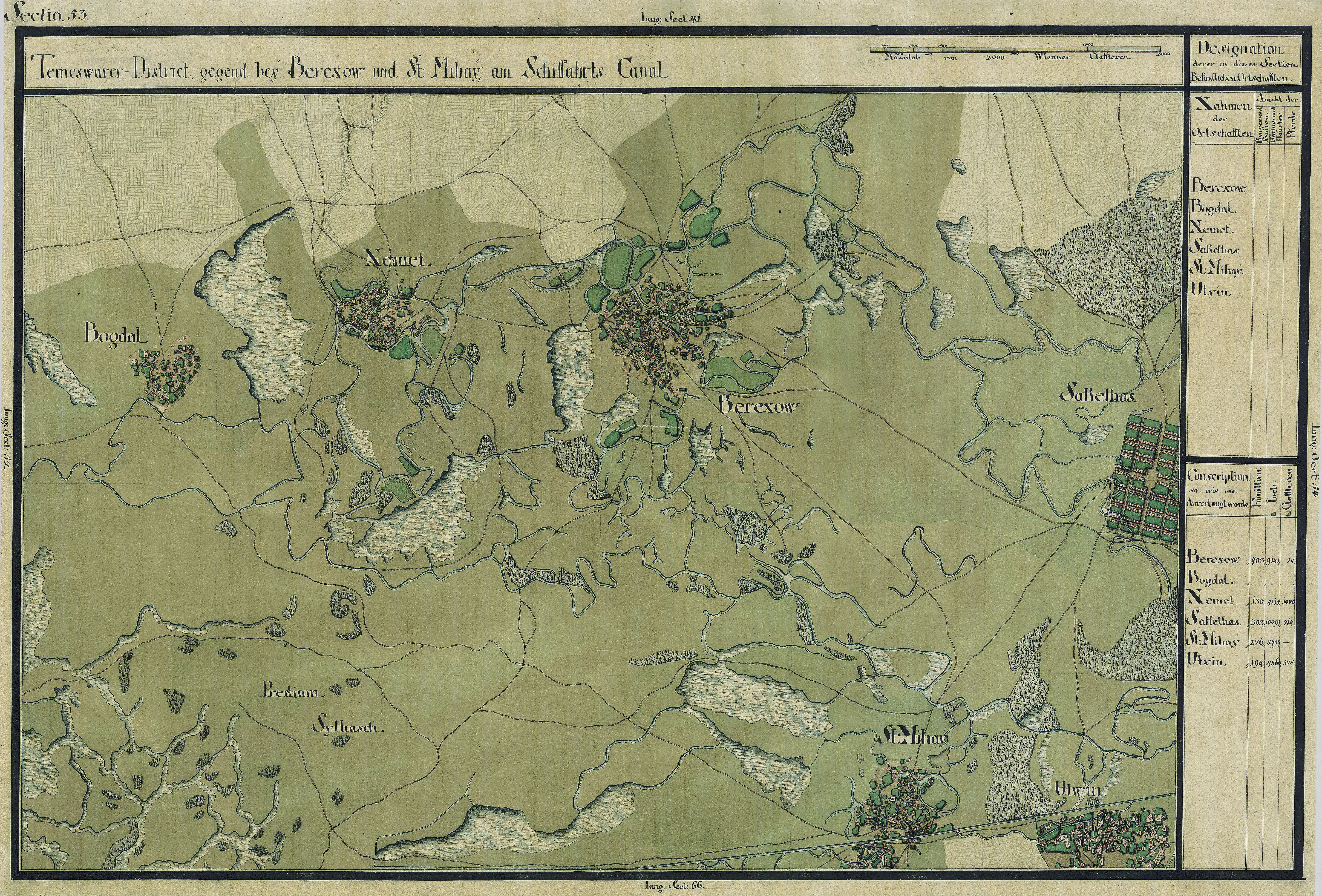
Bégaszentmihály egy régi térképen

Bégaszentmihály (románul Sânmihaiu Român, németül Rumänisch-Sankt-Michael) falu Romániában, Temes megyében, Bégaszentmihály község központja. Községközpont, Németszentmihály és Ötvény tartozik hozzá.

## Fekvése
Temesvártól 12 km-re délnyugatra, a Béga-csatorna partján fekszik.

## Története
Első írásos említése 1327-ből származik.
1910-ben 2124, többségben román lakosa volt, jelentős magyar kisebbséggel. 2002-ben 1788 lakosából 1690 román, 74 magyar, 7 német, 6 roma, 5 szerb, 4 szlovák és 1 bolgár nemzetiségű volt.

## Közlekedés
A települést érinti a Temesvár–Torontálkeresztes-vasútvonal.

## Nevezetességek
19. századi zsilipőrház a Béga-csatorna mellett; a romániai műemlékek jegyzékében a TM-II-m-B-06283 sorszámon szerepel.